# NASBA
 (septembre 2022).
Si vous disposez d'ouvrages ou d'articles de référence ou si vous connaissez des sites web de qualité traitant du thème abordé ici, merci de compléter l'article en donnant les références utiles à sa vérifiabilité et en les liant à la section « Notes et références ».
L’amplification d'une séquence d'ADN, aussi connue sous l’acronyme anglais NASBA (Nucleid Acid Sequence-Base Amplification) est une technique isotherme d'amplification d'ARN inspirée du processus transcriptionnel. 